# Sloughi
 (décembre 2013).
Le sloughi, également appelé lévrier arabe (en arabe : سلوقي) ou encore lévrier berbère, (en berbère : ⵓⵚⴽⴰⵢ [uṣkay]) chien racé et élégant  est un lévrier originaire d'Afrique du Nord. La Fédération cynologique internationale le classe dans le groupe 10, lévriers, section 3, standard no 188. Il est utilisé pour la chasse et la garde de troupeau.
Le sloughi se retrouve au Maroc, en Algérie, en Tunisie et en Libye. En 1998, la Fédération cynologique internationale (FCI) indique que le Maroc, qui en détient le standard, dispose du plus grand nombre de sloughis. En 2008, la FCI a également reconnu l'Algérie, la Tunisie et la Libye comme pays d'origine du sloughi.

## Description
Les caractéristiques décrites dans le standard permettent d'évaluer rapidement la qualité d'un sujet : les proportions carrées, la longueur des pattes, la queue légèrement retroussée, la longueur du museau, la profondeur de la poitrine, le regard nostalgique, le poil toujours court, etc. Vitesse moyenne : environ 55 km/h sur 300 mètres.

## Histoire
Pour les Arabes d'Afrique du Nord, le chien ordinaire est considéré comme impur et négligeable, et est appelé "kelb", tandis que le Sloughi, un peu comme le Saluki plus à l'est, est accepté en contact étroit avec les humains et est appelé "El Hor" (noble ou pur) en arabe. Un vieux dicton Algérien dit d'ailleurs : "Là où il y a un Sloughi et un dattier, les Arabes se sont installés."
Cette race est très ancienne, elle ressemble et se comporte de manière similaire à d'autres races de lévriers moyen-orientaux, ces races partagent probablement un ancêtre commun. L'art rupestre du Sahara nous renseigne sur l'origine du sloughi : les archéologues ont découvert dans de très anciennes  peintures rupestres du Tassili n'Ajjer (en Algérie) la représentation de chiens de type sloughi, qui peuvent être considérés comme l'ancêtre de cet animal. La Fondation euro-méditerranéenne Anna Lindh pour le dialogue entre les cultures notifie que dans l'art rupestre de Tunisie, dans l'Ousselat, sont représentés divers animaux domestiques tels que des bovins, des chèvres et des moutons, tous gardés par un chien domestique bien connu : le sloughi. En 1998, les chercheurs Michel Capdérou et François Soleihavoup déclarent à propos de l'art rupestre des stations de Lahsi et Oued Dermel dans l'Atlas saharien, que les chiens qui y figurent sont « si bien dessinés qu'on reconnaît sans peine, avec leur queue caractéristique, longue et relevée en arc, les "sloughis" ou lévriers du Sahara. ».
Le sloughi est une race distincte des lévriers d'Asie avec lesquels il est souvent confondu, tels que le saluki à poil ras ou long, ou le lévrier afghan à poil ras ou long. Des études génétiques récentes le prouvent, de même que le fait que le sloughi ait toujours le poil court.

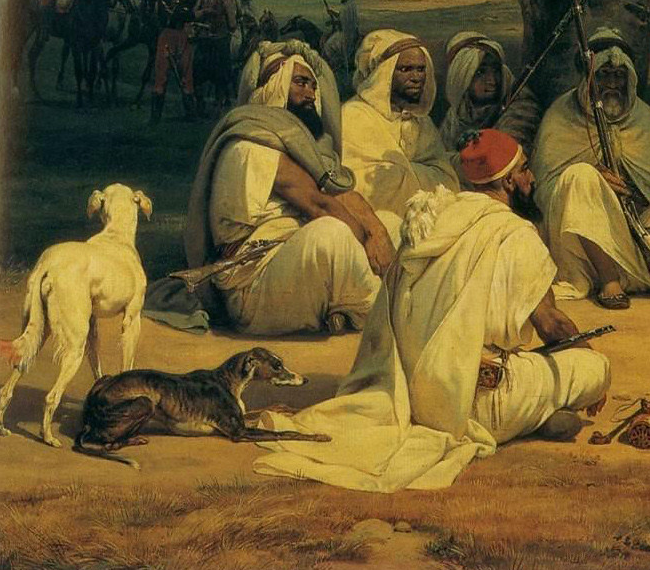
Rassemblement de chefs arabes avec des sloughis.

Cette race de lévriers est à l'origine du lévrier arabe et a aussi été utilisée par les nomades du Sahara. De nos jours, du fait de réglementations sévères concernant la chasse et l'extinction des espèces dans les déserts et autres milieux, plusieurs de ces chiens sont utilisés par leurs maîtres comme gagne-pain lors de concours canins ou de courses de chiens. Même si cette race a été précisément sélectionnée pour la chasse dans le désert et les montagnes de l'Atlas, ceci n'en fait pas un moins bon compagnon pour autant, mais ces animaux nécessitent un plus grand nombre d'heures consacrées à l'exercice physique,,.

## En Algérie
Le Sloughi était déjà connu dès la plus haute Antiquité en Algérie et il y a plus de 3.000 ans et qu’il fréquentait déjà les palais de Pharaons de l’Ancienne Egypte.
« La raréfaction des sloughis en Algérie a été une conséquence de [l'occupation coloniale et ses réglementations] sur la chasse en 1844. Elle a constitué un
acharnement contre les styles les plus nobles de l’art cynégétique, la fauconnerie et la chasse aux lévriers Elle a porté un coup aux sloughis, coup qui faillit lui être fatal.
Inutilisables pour la chasse, ils étaient condamnés à se raréfier, peut-être même à disparaître d’Algérie et d’Afrique. Notons que les antilopes et les autruches (région de Laghouat) ont disparu avant la guerre de 1870. »

## En Europe
Les Première et Seconde Guerres mondiales ont mis une fin tragique à 50 ans d’élevage des sloughis en France, en Hollande, en Belgique et en Allemagne. Ces lignées, que l’on préservait avec grand soin, descendaient principalement de sloughis importés d’Algérie, de la Tripolitaine (Tunisie et Libye), et de quelques individus venant du Maroc. Elles sont de nos jours éteintes. À la suite de quelques portées nées en France dans les années 1950 et de la renaissance de l’élevage occidental de cette race au début des années 1970, la population de sloughi s’est étoffée. Quelque 30-40 ans ont passé et il semble qu’il soit temps maintenant d’évaluer l’influence qu’ont eu les mâles et les femelles fondateurs de cette époque sur la population actuelle des sloughis élevés en Occident.
Une base de données très complète sur cette race a été mise en place pour ce projet par Peter van Arkel, qui totalise 4 105 sloughis et remonte jusqu’au début de l’année 1900. 1 562 sloughis nés entre 1993 et 2003 ont été sélectionnés pour cette étude. Les lignées qui se sont éteintes n’ont eu aucune incidence sur l’élevage actuel du sloughi. Seuls des chiens qui ont aujourd’hui encore des descendants ont été choisis et l’on a calculé l’influence qu’ils ont eu sur l’élevage actuel. Le critère appliqué pour qu’un chien soit considéré comme fondateur a été un apport génétique de 50 %.

## Caractère
Les principales qualités du sloughi, selon les éleveurs, sont l'instinct de chasseur, le courage, la rapidité, l'endurance et l'intelligence.
Selon un dicton arabe : « quand un Sloughi voit une gazelle qui arrache un brin d'herbe, il se retrouve à sa hauteur avant qu'elle ait fini de la mâcher. »

## Performances physiques
Le sloughi chasse des animaux sauvages très rapides, tels que la petite gazelle dorcas, le loup et le lièvre.

## Soins et santé
Le sloughi est en grande partie inchangé depuis les temps anciens, et conserve donc une robuste santé génétique. Seules quelques affections génétiques ont été notées dans la race, en particulier l'atrophie progressive de la rétine (PRA). Heureusement, le sloughi est l'une des races chez qui cette affection peut être testée avec un petit échantillon de sang, et les éleveurs travaillent actuellement à éliminer PRA du patrimoine génétique. Comme tous les lévriers, le sloughi est très sensible à l'anesthésie, et peut être sensible aux vaccins, vermifuges et autres médicaments, de sorte que ces traitements de routine devraient être espacés au lieu d'être donnés tous à la fois. Sinon, la race tend à profiter d'une excellente santé dans la vieillesse.

## Arts

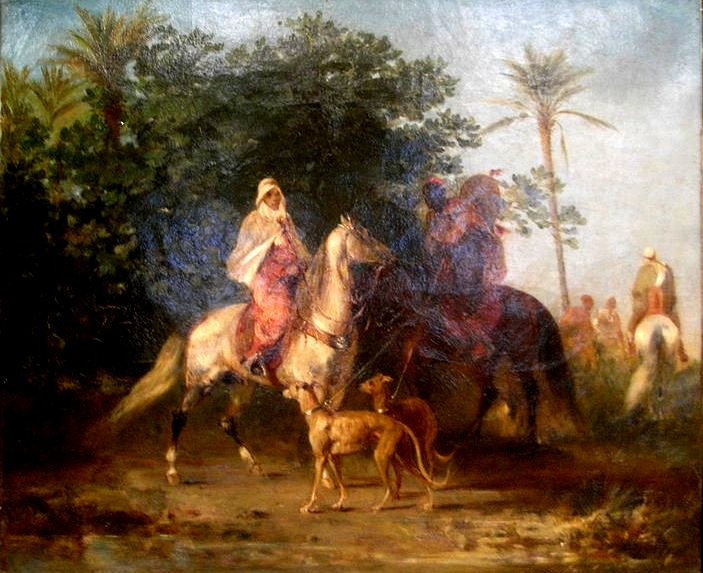
Départ pour la chasse d'Eugène Fromentin (1857).

Le peintre et écrivain Eugène Fromentin a peint des sloughis dans plusieurs de ses œuvres :
- Départ pour la chasse (1857) - musée des Beaux-Arts de La Rochelle.
- Chasse aux gazelles (1857) - musée des Beaux-Arts de La Rochelle.
- Arabes à la chasse (1865)
- Une chasse en Algérie - musée des beaux-arts de Lyon[24].

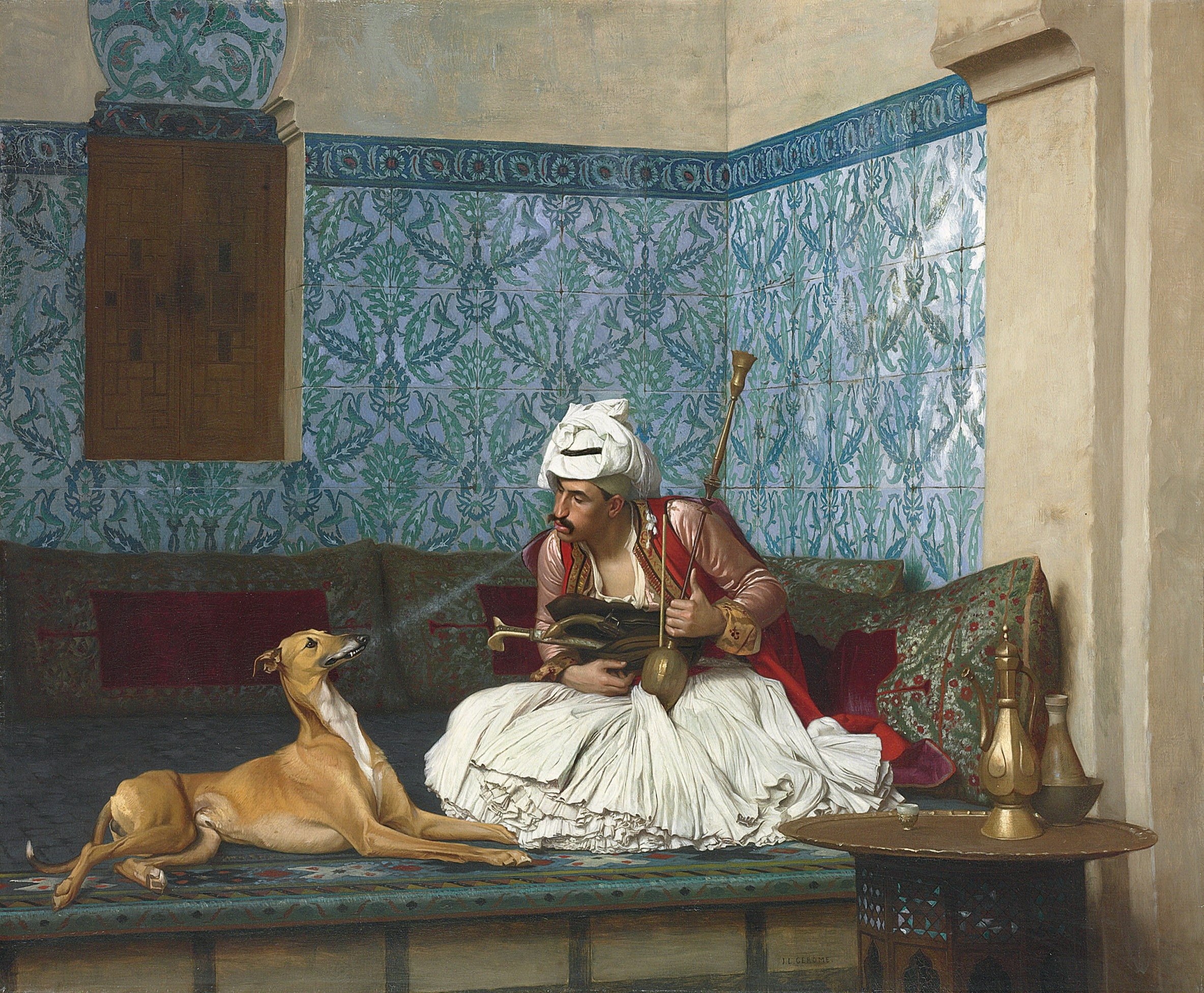
Une plaisanterie de Jean-Léon Gérôme (1882).

Jean-Léon Gérôme a peint des sloughis dans ses œuvres intitulées Une plaisanterie. Arnaute fumant au nez d'un chien (collection privée) et Dans le désert (Walters Art Museum).

## Sport
- Épreuves de courses sur cynodromes ou racing.
- La poursuite à vue sur leurre (PVL) ou coursing.